# Stephan Haukohl
Stephan Haukohl (Stoccarda, 27 giugno 1993) è un cestista tedesco.

## Carriera
Con la Germania universitaria ha disputato le Universiadi di Gwangju 2015.